# Kreis Bilstein

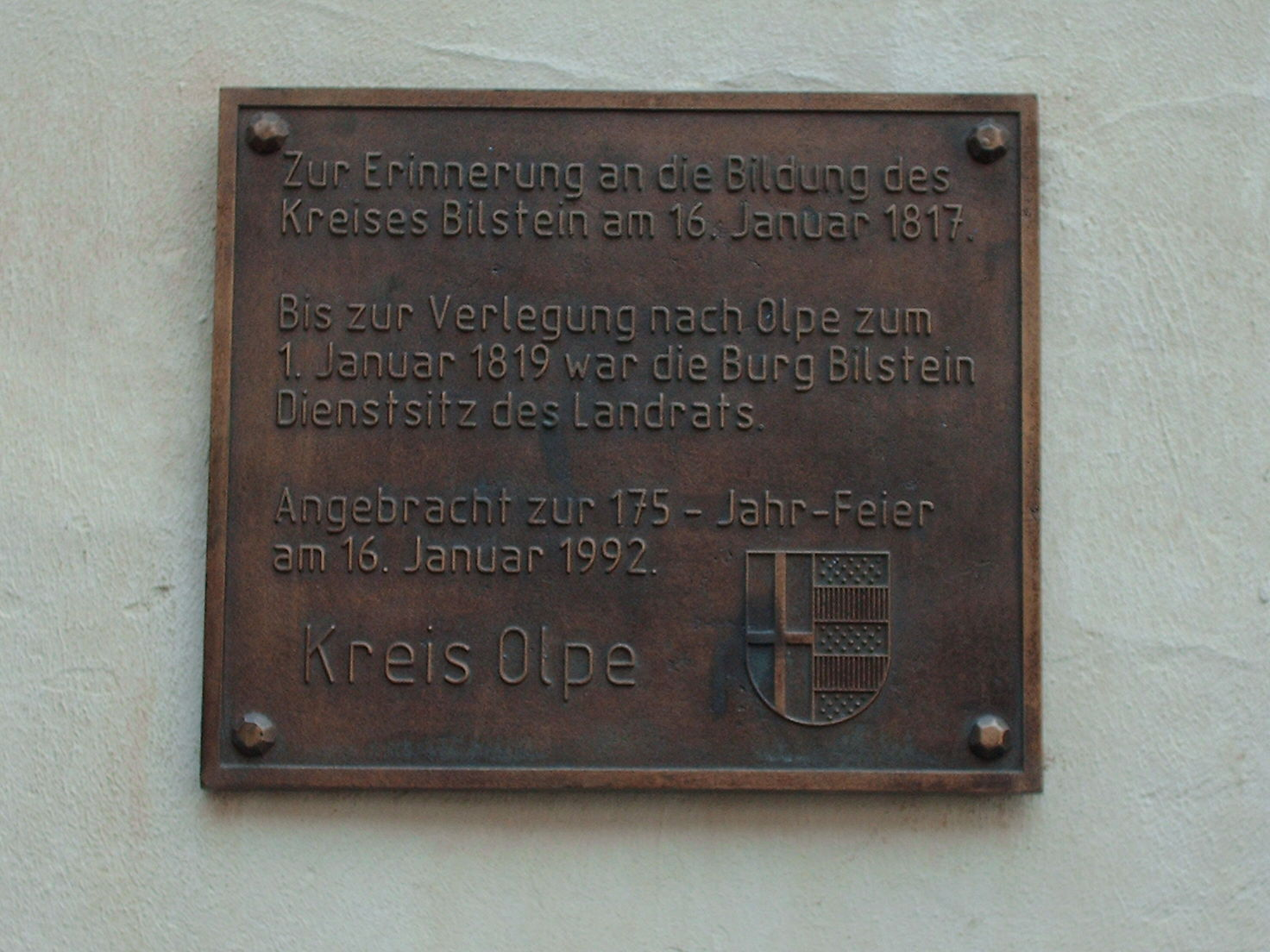
Gedenktafel an der Burg Bilstein

Kreis Bilstein war von 1817 bis 1818 der Name des späteren Kreises Olpe im Regierungsbezirk Arnsberg der Provinz Westfalen. 

## Geschichte
Mit der Übergang des Herzogtums Westfalens von Hessen-Darmstadt an Preußen wurde dieses Gebiet dem Regierungsbezirk Arnsberg in der Provinz Westfalen zugeordnet. Einer der neu gebildeten Kreise hatte seinen Sitz in Bilstein. Der Kreis Bilstein bestand aus den früheren Justizämtern Bilstein, Attendorn und Olpe. Im Kreisgebiet lebten etwa 23.500 Einwohner. Zum Landrat wurde Caspar Freusberg ernannt.
Zum 1. Januar 1819 wurde auf Anordnung des preußischen Innenministeriums der Sitz des Kreises nach Olpe verlegt und der Kreis in Kreis Olpe umbenannt. Ein Grund für die Verlegung war, dass der Ort Bilstein zu klein für einen Verwaltungsmittelpunkt war und auf Grund der topographischen Lage auch wenig Erweiterungsmöglichkeiten bot. Gleichzeitig wurde die Abgrenzung des Kreises leicht verändert. Neu zum Kreis kam die Gemeinde Märkisch Valbert aus dem Kreis Altena, während das Gebiet um Schönholthausen und Fretter an den neuen Kreis Eslohe fiel, aus dem 1831 der Kreis Meschede wurde. Caspar Freusberg blieb noch bis 1836 Landrat des Kreises Olpe.